# Juan Carlos Nadalich
Juan Carlos Nadalich (n. Goya, 14 de julio de 1952) es un médico y político argentino que ocupó el cargo de Ministro de Desarrollo Social de Argentina; fue también Secretario Ejecutivo del Consejo Nacional de Coordinación de Políticas Sociales, Subdirector Ejecutivo del Instituto Nacional de Servicios Sociales para Jubilados y Pensionados y secretario de Promoción y Programas Sanitarios del Ministerio de Salud.
Se recibió de médico en la Universidad Nacional de La Plata. Inició su carrera médica en su ciudad natal, Goya, y se trasladó en 1991 a la Provincia de Santa Cruz, donde ejerció durante varios años como Subsecretario de Salud Pública de la Provincia, durante la gobernación de Néstor Kirchner. Desde el año 2000 fue Coordinador Ejecutivo de Políticas Sociales del Ministerio de Asuntos Sociales de la Provincia de Santa Cruz.
Al ascender a la presidencia Néstor Kirchner, lo nombró Secretario Ejecutivo del Consejo Nacional de Coordinación de Políticas Sociales y posteriormente subdirector ejecutivo del Instituto Nacional de Servicios Sociales para Jubilados y Pensionados.
Cuando, en diciembre de 2005, la titular del Ministerio de Desarrollo Social, Alicia Kirchner, asumió como Senadora Nacional, Nadalich asumió como ministro del área. Durante su gestión centró sus esfuerzos en la promoción de la igualdad de oportunidades y la integración social.
Dejó el cargo nuevamente en agosto del año 2006, que fue ocupado nuevamente por Alicia Kirchner. Desde entonces ocupó el cargo de secretario de Promoción y Programas Sanitarios del Ministerio de Desarrollo Social, que pasó posteriormente a depender del Ministerio de Salud, y que siguió ocupando durante la presidencia de Cristina Fernández de Kirchner, en ese cargo impulsó la denuncia junto a Juan Manuel Abal Medina, jefe de Gabinete de Ministros de la Nación, contra el juez Luis Antonio Armella debido a que un grupo de empresas vinculadas con el magistrado obtuvieron contratos millonarios para la limpeiza del Riachuelo pese a que el gobierno había llamado a licitación que ganaron otras empresas el juez ordenó paralizar la licitación beneficiando así a sus propias empresas vinculados con el mismo magistrado. Finalmente el caso llegó al Consejo de la Magistratura elaborándose un dictamen proponiendo la elevación a jurado de enjuiciamiento de Armella.
Deja su cargo en julio de 2009
Ejerce la Secretaría de Coordinación y Monitoreo Institucional del Ministerio de Desarrollo Social de la Nación.